# Iomys
Iomys é um gênero de roedores da família Sciuridae.

## Espécies
- Iomys horsfieldii (Waterhouse, 1838)
- Iomys sipora Chasen & Kloss, 1928